# Либерия на летних Олимпийских играх 2000
Либерия принимала участие в Летних Олимпийских играх 2000 года в Сиднее (Австралия) в девятый раз за свою историю, но не завоевала ни одной медали. Сборную страны представляли 2 женщины.